# برت کارتمن
برت کارتمن (انگلیسی: Bert Cartman; ۲۸ فوریهٔ ۱۹۰۰ – ۵ آوریل ۱۹۵۵) بازیکن فوتبال اهل بریتانیا بود.
از باشگاه‌هایی که در آن بازی کرده‌است می‌توان به باشگاه فوتبال بولتون واندررز، باشگاه فوتبال ترانمره راورز، و باشگاه فوتبال منچستر یونایتد اشاره کرد.